# ۲۴۶ (عدد)
۲۴۶ یک عدد طبیعی است که بعد از ۲۴۵ و قبل از ۲۴۷ قرار دارد.